# 溫莎鎮區 (堪薩斯州考利縣)
溫莎鎮區（英語：Windsor Township）為美國堪薩斯州考利縣轄下的鎮區。2010年美国人口普查中該鎮區人口有176人。

## 地理
溫莎鎮區涵蓋總面積為243.01平方（93.83平方英里），且含有一個已建制定居點劍橋。

### 墓園
根據美國地質調查局的資料，此鎮區擁有2座墓園：
- 福音嶺墓園（Gospel Ridge Cemetery）
- 溫莎墓園（Windsor Cemetery）

### 溪流
通過此鎮區的溪流有：
- 布盧支流（Blue Branch）
- 錫達溪（Cedar Creek）
- 希洛科溪（Chilocco Creek）
- 昆溪（Coon Creek）
- 斯霍爾溪（School Creek）

## 人口統計
根據2010年美國人口普查，溫莎鎮區人口有176人，住房105戶，人口密度為0.72人/每平方公里。此鎮區居民之種族中，白人佔96.02%，非裔美國人佔0%，美洲原住民佔2.84%，亞裔美國人佔0.57%，太平洋島裔美國人佔0%，其他種族佔0%，混血種族則佔0.57%。而西班牙裔或拉丁裔美國人佔此鎮區人口的0.57%。

## 外部連結
- City-Data.com （页面存档备份，存于）